# Les Cousins
Les Cousins és una pel·lícula francesa dirigida per Claude Chabrol estrenada el 1959.

## Argument
Charles, jove provincià seriós i treballador, desembarca a Neuilly amb el seu cosí Paul, cínic i gran seductor. Charles s'enamora de Florence, però Paul és la seva amant...

## Repartiment
- Gérard Blain: Charles
- Jean-Claude Brialy: Paul
- Juliette Mayniel: Florence
- Claude Cerval: Jean anomenat Clovis
- Geneviève Cluny: Geneviève
- Guy Decomble: El llibreter
- Michèle Méritz: Vonvon
- Corrado Guarducci: Comte italià Arcangelo Minerva
- Stéphane Audran: Françoise
- Françoise Vatel: Martine
- Jacques Deschamps
- Jean-Marie Arnoux
- Robert Barre
- Michel Benoist
- Gaby Blandé
- Chantal Bouchon
- Catherine Candida
- André Chanal
- Gilbert Edard
- Abdou Filali
- Clara Gansard
- Sophie Grimaldi: La noia als Champs-Élysées
- Yann Groël
- André Jocelyn: El noi que porta el xampany
- Jacques Kemp
- Jean-Louis Maury: el jugador de bridge amb la noia rossa
- Jean-Pierre Moulin: un estudiant
- Sabine Moussali
- Jeanne Pérez: la conserge
- Christian Pezey
- Emmanuel Pierson
- Jacques Ralf
- Taty Rocca
- Laszlo Szabo: El noi que obre la porta
- Colette Teissèdre
- Jean-Paul Thomas
- Simone Vannier
- Virginie Vitry
- André Zamire

## Premis
- 1959: Os d'Or al Festival Internacional de Cinema de Berlín